# Edifício Justus Lipsius
O edifício Justus Lipsius, localizado no Bairro Europeu de Bruxelas, Bélgica, foi a sede do Conselho da União Europeia desde 1995, e o lar de facto do Conselho Europeu desde 2002 (de jure a partir de 2004), até a sua realocação para o recém-construído edifício Europa adjacente no início de 2017.
O edifício, que possui uma área bruta de 227.278 m², ainda proporciona salas de reunião adicionais, espaço de escritório e instalações para a imprensa para ambas as instituições. Ele consiste de 17 salas de conferência com pelo menos 10 cabines de interpretação cada, mais 5 outras salas de reuniões e 2 salas para refeições oficiais. Também fornece 40.048 m² de escritórios para o Secretariado-Geral compartilhado das duas instituições. Um centro de imprensa no local também é destaque, que pode ser ampliado durante cúpulas com até 600 assentos no átrio. Está conectado, por meio de duas passarelas elevadas e um túnel de serviço, ao edifício Europa.

## Localização
O edifício está localizado no Bairro Europeu, na 175, rue de la Loi/Wetstraat, ao lado da Rotunda Robert Schuman e em frente ao edifício Berlaymont (sede da Comissão Europeia). A oeste está o edifício Europa. Ao sul, o edifício faz fronteira com a Place Jean Rey/Jean Reyplein e o Parque Leopold. A fachada que faz fronteira com a praça está sendo considerada para renovação para melhorar a aparência do edifício. As ligações de transporte para o edifício incluem a estação Schuman, que oferece serviços de metrô, bem como serviços ferroviários regionais, nacionais e internacionais. A estação está situada imediatamente ao norte do edifício Justus Lipsius.

## História
Em 1985, em resposta a uma iniciativa da Bélgica, o Conselho da UE nomeou a Régie des Bâtiments do Governo Federal Belga como autoridade contratante para construir um novo edifício mais adequado às suas necessidades. A pedra fundamental do novo edifício foi lançada em 1989. Ele está situado em terrenos anteriormente de propriedade do governo belga, um local anteriormente cruzado pela Rue Juste Lipse/Justus Lipsiusstraat, uma rua nomeada em homenagem a Justus Lipsius, um filólogo e humanista flamengo. A nova estrutura tomou o nome da rua demolida, que havia ligado a Rue de la Loi/Wetstraat à Rue Belliard/Belliardstraat, para se tornar o edifício Justus Lipsius. Os blocos D e E do antigo Résidence Palace dos anos 1920 foram demolidos para dar lugar à construção. A inauguração oficial ocorreu em 29 de maio de 1995, sob a Presidência francesa do Conselho da UE. Durante o período de construção, o Conselho da UE estava alojado no edifício Charlemagne, localizado do outro lado da rua, desde então renovado e atualmente em uso pela Comissão Europeia.
Desde 2002, o Conselho Europeu também utilizou o edifício Justus Lipsius como sua sede. Isso seguiu a implementação avançada de um acordo pelos líderes da União Europeia, durante a ratificação do Tratado de Nice, de fazê-lo em um momento em que o total de estados-membros da UE ultrapassasse 18. Antes disso, as cúpulas do Conselho Europeu eram realizadas no estado-membro da UE que detinha a Presidência rotativa do Conselho da UE. Várias renovações foram feitas no edifício para acomodar as demandas crescentes de ambas as instituições e o crescente número de membros da UE, incluindo a conversão do estacionamento subterrâneo do edifício em salas de reuniões adicionais. No entanto, no início de 2017, ambas as instituições mudaram-se para um novo local construído propositadamente no adjacente edifício Europa. O edifício Justus Lipsius ainda é utilizado por ambas as instituições e está ligado por duas passarelas e um túnel de serviço ao novo local.